# Єльонкі (Вармінсько-Мазурське воєводство)
Єльонкі (пол. Jelonki, нім. Hirschfeld) — село в Польщі, у гміні Рихлики Ельблонзького повіту Вармінсько-Мазурського воєводства.
Населення — 630 осіб (2011).
У 1975-1998 роках село належало до Ельблонзького воєводства.

## Демографія
Демографічна структура станом на 31 березня 2011 року:
|          | Загалом | Допрацездатний вік | Працездатний вік | Постпрацездатний вік |
| -------- | ------- | ------------------ | ---------------- | -------------------- |
| Чоловіки | 314     | 81                 | 215              | 18                   |
| Жінки    | 316     | 65                 | 187              | 64                   |
| Разом    | 630     | 146                | 402              | 82                   |